# Świnice Warckie-Kolonia
Świnice Warckie-Kolonia (prononciation [ɕfiˈnit͡sɛ ˈvart͡skʲɛ kɔˈlɔɲa]) est un village de la gmina de Świnice Warckie, du powiat de Łęczyca, dans la voïvodie de Łódź, situé dans le centre de la Pologne.

## Administration
De 1975 à 1998, le village était attaché administrativement à l'ancienne voïvodie de Konin.

Depuis 1999, il fait partie de la nouvelle voïvodie de Łódź.